# Języki taa
Języki taa – gałąź rodziny języków tuu, dawniej zaliczana do języków khoisan (dziś takiej rodziny się nie wyróżnia). Obejmuje języki używane niegdyś lub obecnie na obszarze Republiki Południowej Afryki, Namibii i Botswany.

## Klasyfikacja
Języki tuu
Języki taa
| Grupy i języki                        | Liczba mówiących | Kraje                       |
| ------------------------------------- | ---------------- | --------------------------- |
| !xóõ (!ho, !xoon, kh'ong, taa, tsasi) | 2 500            | Botswana, Namibia           |
| nossob dolny                          | 0                | Botswana, Południowa Afryka |